# Polymerurus biroi
Polymerurus biroi is een buikharige uit de familie Chaetonotidae. Het dier komt uit het geslacht Polymerurus. Polymerurus biroi werd in 1897 voor het eerst wetenschappelijk beschreven door Daday. 